# Gundars Celitāns
Gundars Celitāns (Daugavpils, 14 giugno 1985) è un ex pallavolista lettone, di ruolo opposto.

## Biografia
È il fratello minore dell'ex pallavolista Armands Celitān.

## Carriera

### Club
La carriera da professionista di  inizia nella stagione 2004-05, quando debutta in Nacionālā Līga con lo RTU Robežsardze: resta legato al club della capitale lettone per tre annate, nel corso delle quali conquista due scudetti. 
Nel campionato 2007-08 gioca per la prima volta all'estero, ingaggiato nella Pro A francese dal Cannes, venendo premiato come MVP e miglior realizzatore al termine dell'annata; nel campionato seguente, invece, gioca in Russia, dove prende parte alla Superliga con la Lokomotiv-Belogor'e, conquistando la Coppa CEV. 
Si trasferisce quindi in Turchia nella stagione 2009-10, dove prima difende per un biennio i colori dello Ziraat Bankası, in Voleybol 1. Ligi, conquistando la Coppa di Turchia 2009-10 e la Supercoppa turca 2010, poi si accasa per un'annata all'Halkbank, sempre nel medesimo campionato. 
Approda in Italia nella stagione 2012-13, siglando un accordo col Modena, in Serie A1, venendo premiato come miglior realizzatore e miglior attaccante del campionato, mentre nella stagione seguente è di ritorno nella massima divisione turca, accasandosi per un biennio all'İstanbul BB: nel corso della prima annata è vittima di un infortunio alla spalla, che lo costringe all'intervento chirurgico nella primavera del 2014, condizionando anche le sue prestazioni nell'annata seguente, in cui scende in campo appena tre volte.
Nel campionato 2015-16 sigla un accordo annuale con il Woori Card Hansae, nella V-League sudcoreana: dopo appena diciassette incontri rimedia un nuovo infortunio all'inguine, che lo porta a rescindere consensualmente il contratto col club di Seul; dopo qualche tentativo fallito per rientrare in campo nei mesi precedenti, nell'ottobre 2016, dà l'addio alla pallavolo per via dei numerosi problemi fisici che lo affliggono.

### Nazionale
Fa il suo esordio nella nazionale lettone nel 2004 alle qualificazioni al campionato europeo, mentre indossa per l'ultima volta la maglia della sua nazionale nel 2013, durante le qualificazioni europee al campionato mondiale.

## Palmarès

### Club
- Campionato lettone: 2

2005-06, 2006-07
- Coppa di Turchia: 1

2009-10
- Coppa CEV: 1

2008-09
- Supercoppa turca: 1

2010

### Premi individuali
- 2008 - Pro A: MVP
- 2008 - Pro A: Miglior realizzatore
- 2013 - Serie A1: Miglior realizzatore
- 2013 - Serie A1: Miglior attaccante[8]